# Caroline Amalies Asyl
Caroline Amalies Asyl, Rigensgade 36, er et asyl (børnehave) stiftet 7. maj 1829 af prinsesse, senere dronning Caroline Amalie, der ved testamente af 31. marts 1870 og fundats af 20. juli 1882 har skænket et legat til opretholdelsen af asylet og den dertil knyttede under 19. september 1841 stiftede asylskole. Asylet optog ca. 1900 omkring 115-130 børn, skolen ca. 75.
Asylet havde først plads i den tysk-reformerte præstebolig i Gothersgade og flyttede flere gange, sidst til Store Kongensgade 86 ved Marmorpladsen i en nu nedbrudt bindingsværksbygning. 
I december 1866 flyttede asylet til en bygning, der blev opført 1865-66 i Rigensgade i rundbuestil i 2 etager ved arkitekt H.S. Sibbern. Bygningen blev skænket enkedronningen, der nedlagde grundstenen 15. juli 1865. Indvielsen foregik 31. august 1866 af danske mænd og kvinder.
Asylet er i dag en kommunal børnehave under Københavns Kommune.